# Pădurea Miclești
Pădurea Miclești este o zonă protejată (arie de protecție specială avifaunistică - SPA) situată în partea central-estică a Moldovei, pe teritoriile administrative ale județelor Iași și Vaslui.

## Localizare
Aria naturală se află în extremitatea sud-estică a județului Iași (pe teritoriile comunelor Ciortești și Dolhești) și cea nord-estică a județului Vaslui (pe teritoriile comunelor Boțești, Bunești-Averești și Miclești), în imediata apropierea a drumului național DN24, care leagă municipiul Iași de Vaslui.

## Descriere
Pădurea Miclești a fost declarată Arie de Protecție Specială Avifaunistică prin Hotărârea  de Guvern nr. 1284 din 24 octombrie 2007 (privind declararea ariilor de protecție specială avifaunistică ca parte integrantă a rețelei ecologice europene Natura 2000 în România) și se întinde pe o suprafață de 8.604,7 hectare.
Aria protejată (încadrată în bioregiune geografică continentală) reprezintă o zonă naturală în nordul Podișului Central Moldovenesc (terenuri arabile, pășuni, culturi, păduri de foioase și păduri în tranziție); ce asigură condiții de hrană, cuibărit și viețuire pentru mai multe specii de păsări migratoare, de pasaj sau sedentare (dintre care unele foarte rare și protejate prin lege).

## Avifaună
La baza desemnării sitului se află mai multe specii avifaunistice (de migrație și pasaj) enumerate în anexa I-a a Directivei Consiliului European 147/CE din 30 noiembrie 2009 (privind conservarea păsărilor sălbatice).

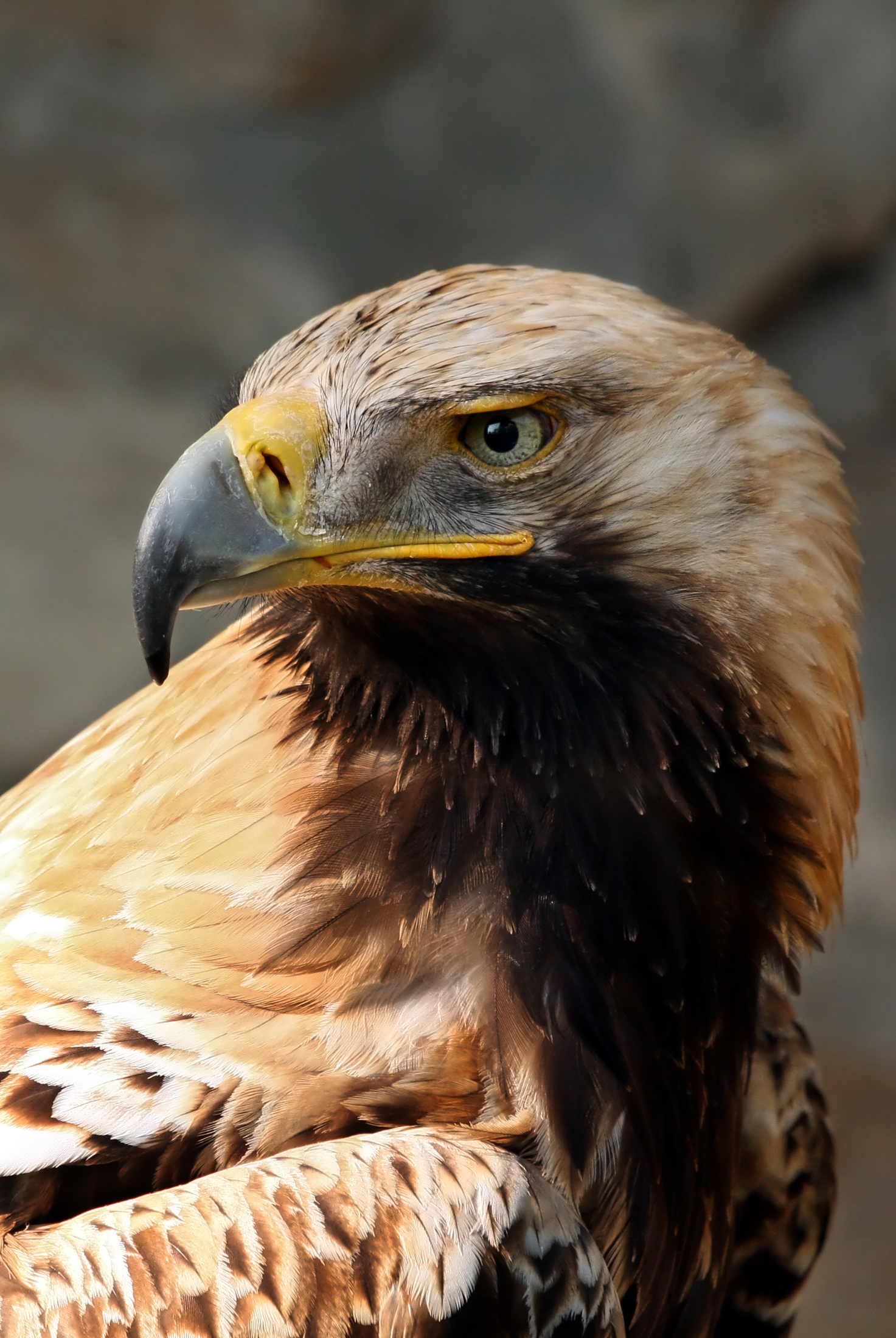
Acvilă de câmp (Aquila heliaca)

Specii de păsări semnalate în arealul sitului: ciocârlie-de-câmp (Alauda arvensis), fâsă de pădure (Anthus trivialis), ciuf-de-pădure (Asio otus), acvilă de câmp (Aquila heliaca), bufniță (Bubo bubo), caprimulg (Caprimulgus europaeus), barză albă (Ciconia ciconia), botgros (Coccothraustes coccothraustes), porumbel gulerat (Columba palumbus), stăncuță (Corvus monedula), cristel de câmp (Crex crex), cuc (Cuculus canorus), ciocănitoare de stejar (Dendrocopos medius), ciocănitoare de grădină (Dendrocopos syriacus), presură de grădină (Emberiza hortulana), presură de stuf (Emberiza schoeniclus), șoim călător (Falco peregrinus), vânturel roșu (Falco tinnunculus), șoimul rândunelelor (Falco subbuteo), frunzăriță-galbenă (Hippolais icterina), rândunica de hambar (Hirundo rustica), capîntorsul (Jynx torquilla), sfrâncioc roșiatic (Lanius collurio), sfrânciocul cu frunte neagră (Lanius minor), ciocârlie-de-pădure (Lullula arborea), privighetoare (Luscinia megarhynchos), prigoare (Merops apiaster), presură sură (Miliaria calandra), codobatură albă (Motacilla alba), codobatură galbenă (Motacilla flava), grangur (Oriolus oriolus), ciuf-pitic (Otus scops), codroș de munte (Phoenicurus ochruros), ciocănitoarea verzuie (Picus canus), corcodel-urechiat (Podiceps auritus), lăstunul de mal (Riparia riparia), cănăraș (Serinus serinus), turturică (Streptopelia turtur), silvie cu cap negru (Sylvia atricapilla), silvie de câmpie (Sylvia communis), silvie de zăvoi (Sylvia borin)  sau pupăză (Upupa epops).

## Căi de acces
- Drumul național DN24 pe ruta: Vaslui - Muntenii de Sus -  Văleni - Satu Nou - Miclești.

## Monumente și atracții turistice
În vecinătatea sitului se află numeroase obiective de interes istoric, cultural și turistic; astfel:

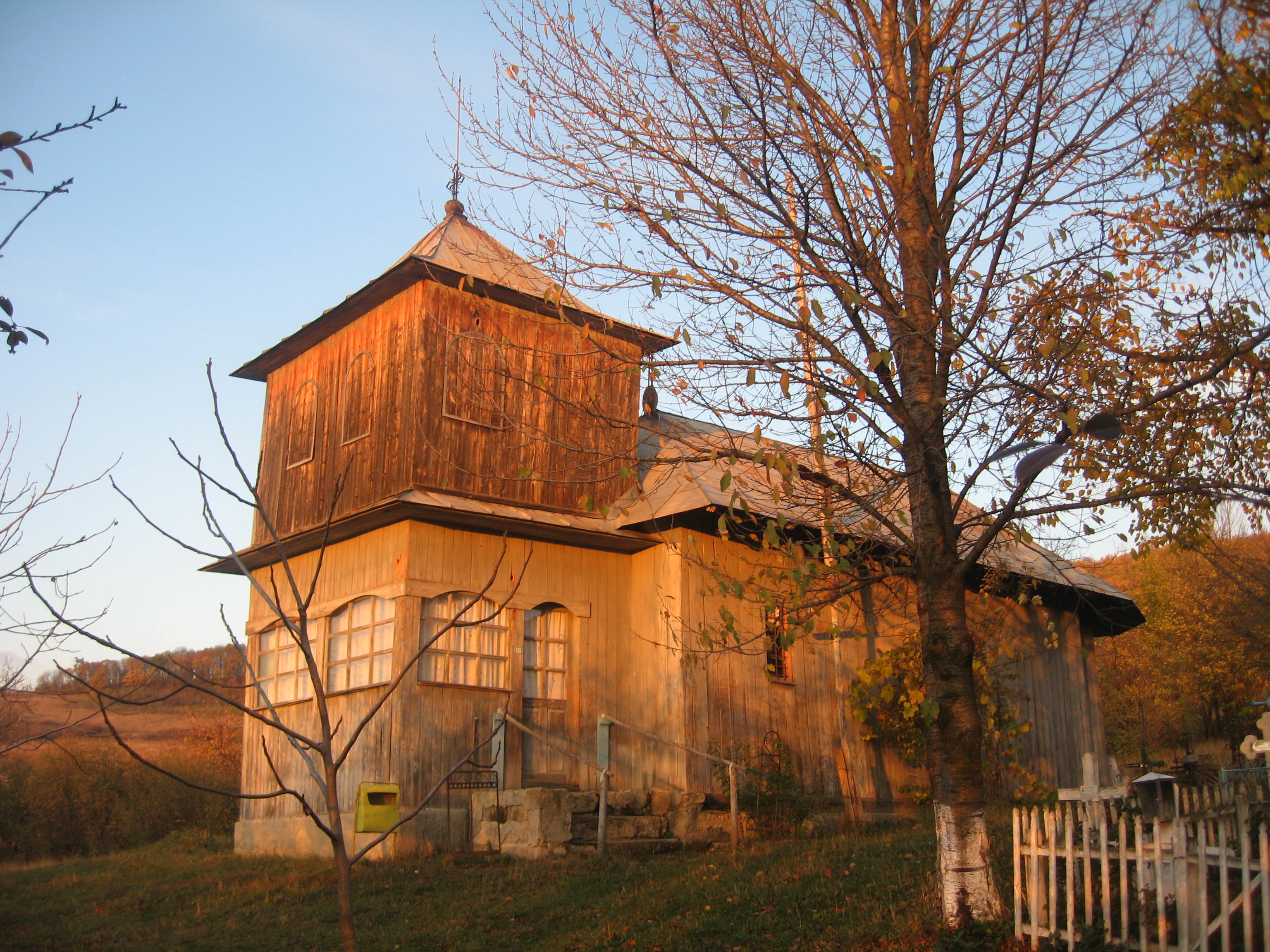
Biserica de lemn din Popești, Vaslui

- Biserica "Tăierea Capului Sf. Ioan Botezătorul" din satul Coropceni, Iași, construcție 1809, monument istoric.
- Biserica de lemn "Sfinții Voievozi Mihail și Gavriil" din Armășeni, construcție 1780, monument istoric.
- Biserica "Sf. Nicolae" din Gugești, construcție 1819, monument istoric.
- Biserica de lemn "Tăierea Capului Sf. Ioan Botezătorul" din satul Popești, construcție secolul al XIX-lea, monument istoric.
- Biserica "Sf. Nicolae din Miclești, construcție 1830-1832, monument istoric.
- Situl istoric "Movila lui Burcel"  din Miclești aflat la 300 m. vest de Mănăstirea „Sfinții Împărați Constantin și Elena”
- Conacul Dimachi-Arghiropol din Gugești, construcție sec. XVIII - sec. XIX, monument istoric.
- Situl arheologic "Fundătura 11" de la Șerbești (Epoca medieval timpurie, cultura Dridu, sec. IV p. Chr, Epoca daco-romană, Latène, cultura geto- dacică).
- Situl arheologic "La Odaie" de la Brădicești (sec. XV - XVI, Epoca medievală; sec. XI - XII, Epoca medieval timpurie; sec. IV p. Chr, Epoca daco-romană; sec. II - III p. Chr., Epoca romană; Hallstatt, grupul Cozia; Neolitic, cultura Starčevo-Criș).
- Situl arheologic de la Păușești (sec. XIV - XVI, Epoca medievală; sec. V - VI, Epoca migrațiilor; sec. IV p. Chr, Epoca daco-romană; sec. II - III p. Chr., Epoca romană; sec. II - I a. Chr., Latène; Hallstatt timpuriu; sec. XVII - XVIII, Epoca medievală).
- Rezervația naturală Movila lui Burcel, arie protejată de tip floristic aflată pe teritoriul administrativ al comunei Miclești (12 ha.).